# Pfarrkirche Bramberg am Wildkogel

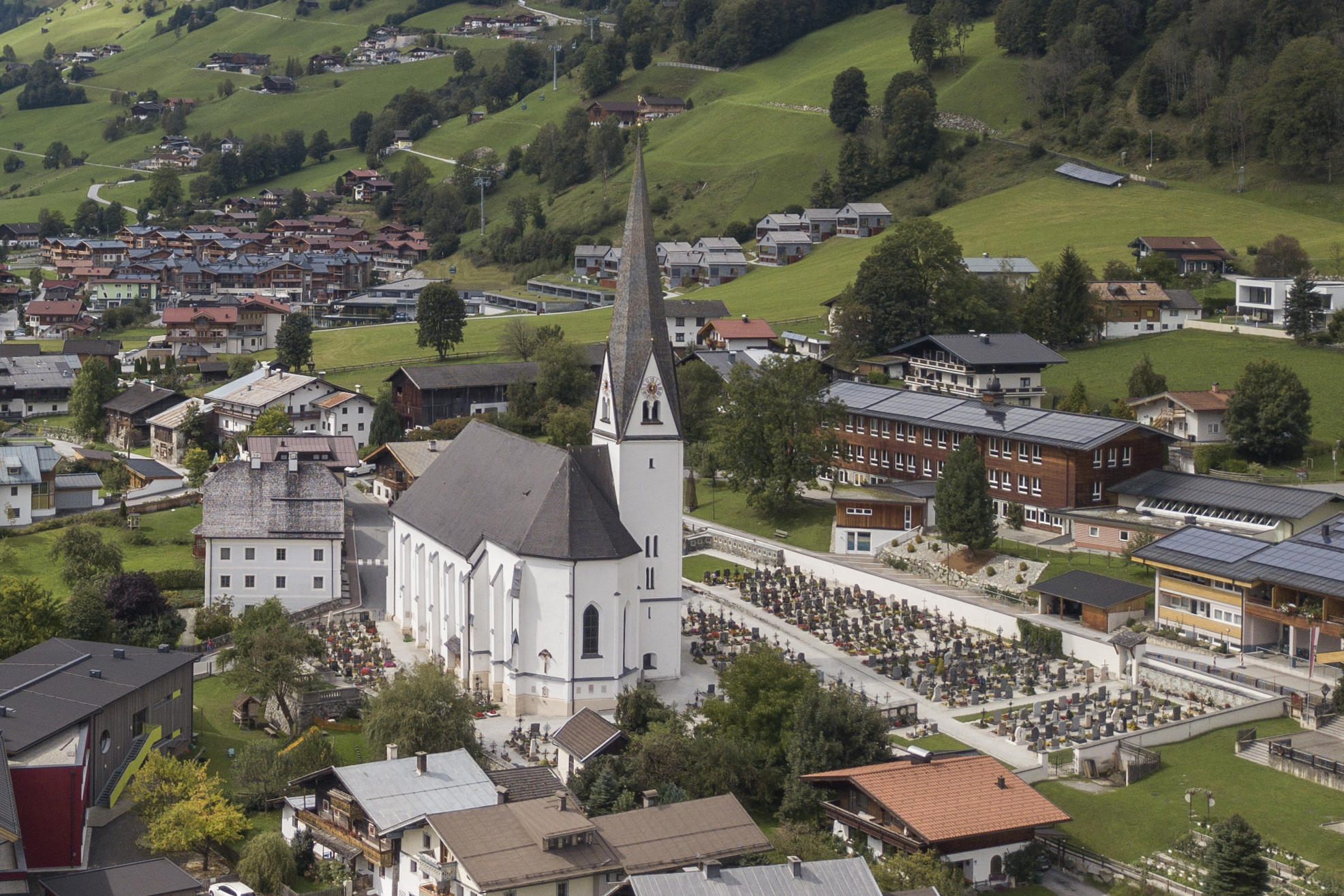
Katholische Pfarrkirche Hll. Laurentius und Bartholomäus in Bramberg am Wildkogel

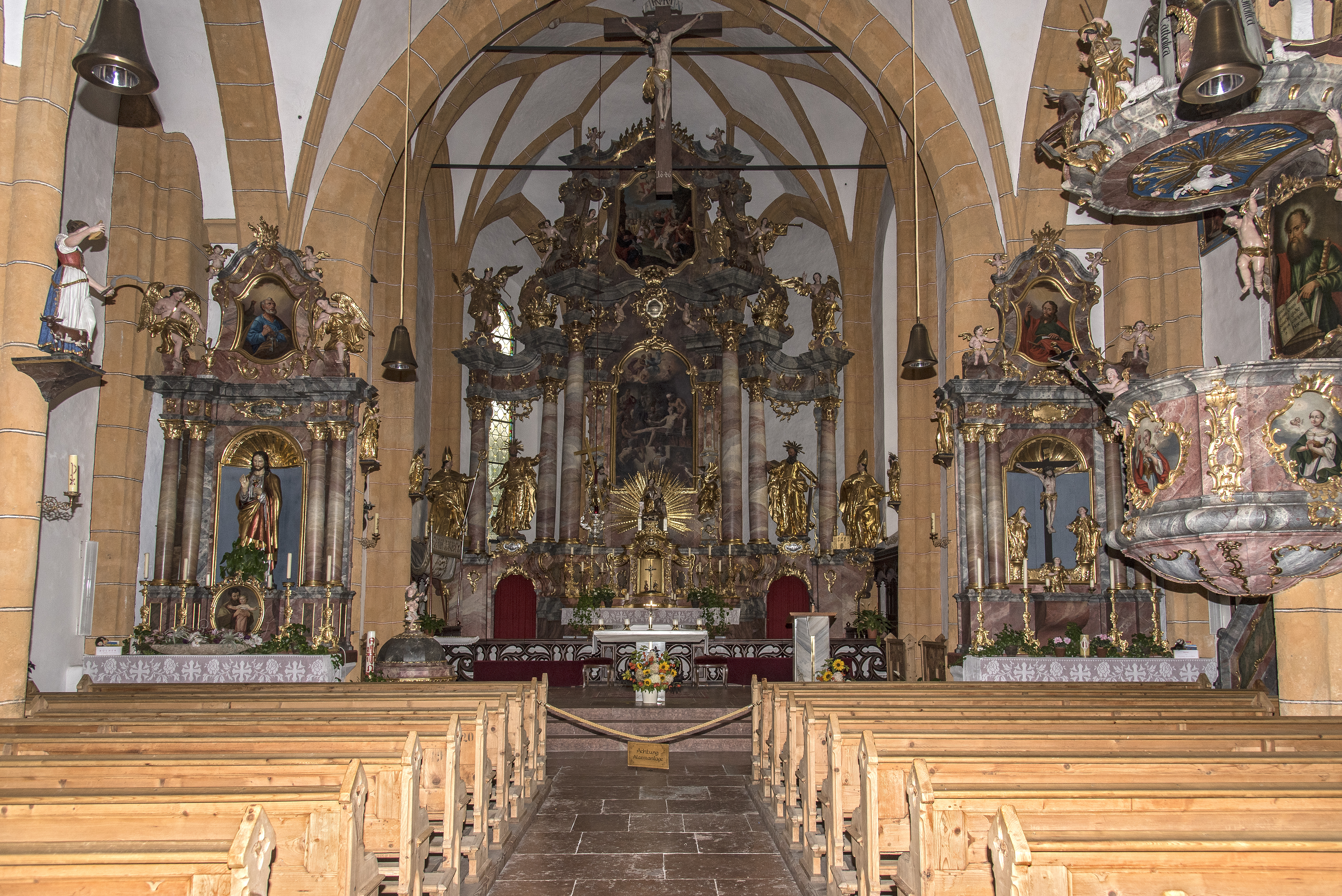
Langhaus, Blick zum Chor

Die römisch-katholische Pfarrkirche Bramberg am Wildkogel steht am Nordrand des Ortes Bramberg in der Gemeinde Bramberg am Wildkogel im Bezirk Zell am See im Land Salzburg. Die dem Patrozinium der Heiligen Laurentius und Bartholomäus unterstellte Pfarrkirche gehört zum Dekanat Stuhlfelden in der Erzdiözese Salzburg. Die Kirche steht unter Denkmalschutz (Listeneintrag).

## Geschichte
Eine Kirche an dieser Stelle ist schon 1243 urkundlich genannt, eine mittelalterliche Pfarre wird daher angenommen. Die jetzige spätgotische Kirche wurde von 1505 bis 1511 erbaut. 1741 kam eine Sakristei dazu, und von 1887 bis 1889 wurde das Langhaus im Westen um eine Joch erweitert sowie die Sakristei aufgestockt. 1929 und 1962 gab es Restaurierungen.

## Architektur
Die einschiffige spätgotische Wandpfeilerkirche mit einem Nordturm ist von einem Friedhof umgeben.
Das ursprünglich dreijochige Langhaus wurde im Westen um zwei Joche erweitert, die Westfront hat gekehlte spitzbogige Portale aus 1887/1889. Die Kirche zeigt einen umlaufenden Sockel und an den Längsseiten abgetreppte Strebepfeiler, in den Ecken zur Westfront übereck gestellt. In der Südwand befindet sich im dritten Joch ein spätgotisches mehrfach gekehltes spitzbogiges Portal. Über Langhaus und Chor befindet sich ein geschindeltes Walmdach. Der Chor mit einem polygonalen Schluss hat in Fensterbankhöhe ein umlaufendes Gesims und südlich Strebepfeiler, im Südosten steht der Strebepfeiler übereck mit einem Dreieckgiebel, das Fenster im Chorschluss (Achsenfenster) ist spitzbogig. Der ungegliederte gotische Turm mit Biforenfenstern steht in der nördlichen Chorecke und trägt einen Spitzgiebelhelm. Anschließend am Turm und Langhaus steht ein barocker zweigeschoßiger Sakristeianbau.
Das Kircheninnere zeigt ein tiefes Langhaus mit seitlich in das Schiff ragenden Wandpfeilern durchbrochen von rundbogigen gekehlten Durchgängen und vorgelagerten gewölbetragenden Runddiensten. Das Langhaus hat ein Netzrippengewölbe mit Dreiparallelrippenfiguration mit Wappenschilden an den Rippenschnittpunkten. Die Westempore aus 1889 ist zweigeschoßig, im ersten Geschoß setzt sich die Empore beidseits zwischen den Wandpfeilern als Balkon bis zum Chor fort. Der abgefste Triumphbogen ist spitzbogig. Der leicht eingezogene einjochige Chor hat ein Rautensterngewölbe und einen Fünfachtelschluss. Das Turmerdgeschoß hat ein Kreuzrippengewölbe auf Konsolen.

## Ausstattung
Der Hochaltar von 1765 zeigt das Hochaltarbild Martyrium des hl. Laurentius von Max Poosch 1938, das Fragment des ehemaligen Hochaltarbildes zum gleichen Thema des Malers Johann Michael Kreuzer ist in Verwahrung und wurde beim Brand 1937 beschädigt und das Oberbild Martyrium des hl. Bartholomäus von Johann Michael Kreuzer 1765, der Hochaltar trägt Figuren von Petrus Schmid 1765, über den Opfergangsportalen die Heiligen Peter und Paul, die Konsolfiguren der Heiligen Rupert und Virgil, auf dem Aufsatz die Heiligen Stephanus und Barbara und die Erzengel Michael und Raphael und die das Hochaltarbild umrahmende Trinitätsgruppe. Auf dem Tabernakel steht eine Figur Thronende Madonna und Kind aus dem Anfang des 16. Jahrhunderts.
Die Seitenaltäre entstanden 1781. Der linke Seitenaltar trägt die Figur Herz Jesu und zeigt das Oberbild hl. Petrus, beide aus dem 19. Jahrhundert. Der rechte Seitenaltar trägt eine Kreuzigungsgruppe aus dem späten 17. Jahrhundert und davor eine Steinguß-Pietà um 1400. Die Kanzel um 1765, auf Runddiensten ruhend, zeigt Bilder der drei theologischen Tugenden und an der Rückwand das Bild hl. Paulus und trägt auf dem Schalldeckel die Figur Christus als Guter Hirte und Evangelistensymbole. Das Taufbecken trägt eine Täufergruppe von Franz Ofner 1733.
Die Orgel baute Matthäus Mauracher (1892).

## Grabdenkmäler
- Vor dem linken Seitenaltar befindet sich ein Grabstein zu Koloman Strauss gestorben 1487.

## Totenkapelle
Nordwestlich der Pfarrkirche steht die 1720 erbaute Totenkapelle. Der einfache quadratische Bau hat südlich einen Giebelreiter mit einem Zwiebelhelm. Das Kapelleninnere hat ein Stichkappentonnengewölbe. Der Altar aus der ersten Hälfte des 18. Jahrhunderts trägt mittig ein Kruzifix und die Figuren kniende Magdalena und Seele im Fegefeuer und seitlich die Figuren der Heiligen Dismas und Barbara, im Aufsatz hl. Michael, alle aus dem 18. Jahrhundert. Ein segmentbogenförmiges Bild Jüngstes Gericht über dem Portal entstand im 17. Jahrhundert.